# Sam, a tűzoltó: Tűzvész Körmöspálcáson
A Sam, a tűzoltó: Tűzvész Körmöspálcáson (eredeti címén Fireman Sam: The Great Fire of Pontypandy) egész estés brit 3D-s számítógépes animációs film, amelyet 2009-ben mutattak be, a HiT Entertainment forgalmazta, és a Sam, a tűzoltó című animációs tévéfilmsorozat záróepizódja.
Az Egyesült Királyságban 2009. november 9-étől vetítették, Magyarországon pedig a Minimaxon adták le.

## Ismertető
Tanulságos és szórakoztató történet. Meglátható belőle, hogy miért van szükség a becsületességre és a bátorságra. Minden helytelen cselekmény elkövetése előnnyel jár. Sam egy tűzoltó, aki beveti minden tapasztalatát és tanulását arra, hogy megvédje Körmöspálcást attól a hatalmas tűztől, amely az erdőben ütött ki. Ez az óriási tűz a kedvelt városukat fenyegeti, de időben eloltják.

## Szereplők
- Sam (Samuel Peyton-Jones) – Tűzoltó, jól végzi a munkáját, és a szorult helyzetbe kerülteken segít, amikor vészhelyzet van.
- Sarah – Szőke hajú, kék szemű kislány, az erdőben kirándul, amikor tűz üt ki.
- Mandy – Fekete göndör hajú, barna szemű kislány, értesíti a tűzoltóságot, amikor tűz van.
- Elvis – Elvis Cridlington tűzoltó, Sam társa. A filmben Steele parancsnok szerint két hősi tette is volt.

## Magyar hangok
- Csankó Zoltán
- Kajtár Róbert
- Magyar Attila
- Baráth István
- Solecki Janka
- Rátonyi Hajni
- Berkes Bence
- Dögei Éva
- Törtei Tünde
- Papp Dániel
- Erdős Borcsa
- Seder Gábor
- Forgács Gábor
- Renácz Zoltán
- Bogdán Gergő